# Fives-Lille
Fives-Lille è il nome d'un costruttore di ponti e di veicoli ferroviari, specialmente di locomotive a vapore. Si trova a Fives, un sobborgo di Lilla (Francia).

## Storia
Nel 1812 fu fondata la Société des Anciens Établissements Cail, specializzata nella costruzione di macchine per gli zuccherifici.
L'officina Fives-Lille fu un'emanazione della ditta Parent & Schaken, d'origine belga, installatasi a Oullins, vicino a Lione: nel 1854, Basile Parent et Pierre Schaken ottennero un primo contratto da parte della Compagnie du chemin de fer du Grand Central e perciò fondarono l'officina di Oullins.
Dal 1861 le due società, Cail et Fives-Lille, formano un unico gruppo industriale, con la participation di Cail, Parent, Schaken, Houel, Caillet, Paris e Fives-Lille. Le officine di costruzioni meccaniche di Fives furono altresì fondate nel 1861 da Basile Parent e Pierre Schaken, sotto la denominazione sociale di Parent-Schaken-Caillet et Compagnie.
Grazie a questa cooperazione furono fondati diversi stabilimenti industriali, quello installato nel quartiere di Fives si specializzò nella costruzione di materiali fissi e rotabili per le ferrovie. Un altro, a Givors nella regione del Rhône è specializzato nella fabbricazione delle sale montate per veicoli ferroviari.
La società, nel 1865, divenne la Compagnie de Fives-Lille, e nel 1868 la société anonyme Compagnie de Fives-Lille pour constructions mécaniques et entreprises.